# 吉田眞知子
吉田 眞知子（よしだ まちこ、1952年（昭和27年）9月5日 - ）は、NBCラジオで、活動しているフリーのラジオパーソナリティ。

## 来歴・人物
長崎県長崎市出身、昭和女子大学卒業

## 現在の担当番組
- マチコでNightね！（NBCラジオ木曜21：30～22：00）

## 過去の担当番組
- まちこさんと岡本くんの土曜はギューッと（NBCラジオ）（～2020年3月）
- 集まれ!飛び出せ!団塊フレンズ（NBCラジオ）（～2017年3月）

## 関連人物
- 岡本憲明